# Hahnenfurth
Hahnenfurth ist ein Ortsteil im Stadtbezirk Vohwinkel der bergischen Großstadt Wuppertal in Nordrhein-Westfalen.

## Lage und Beschreibung

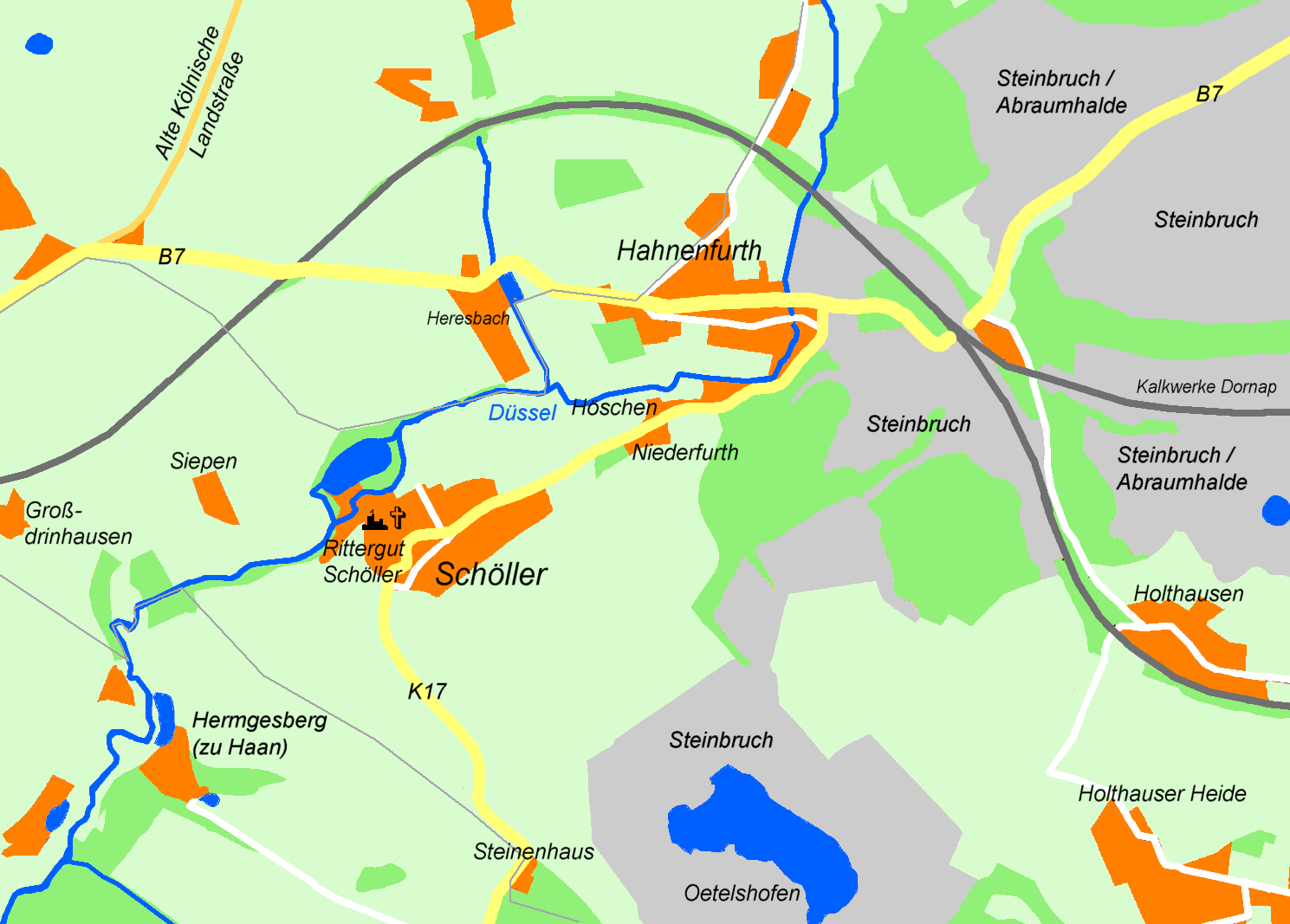
Karte von Schöller und Hahnenfurth

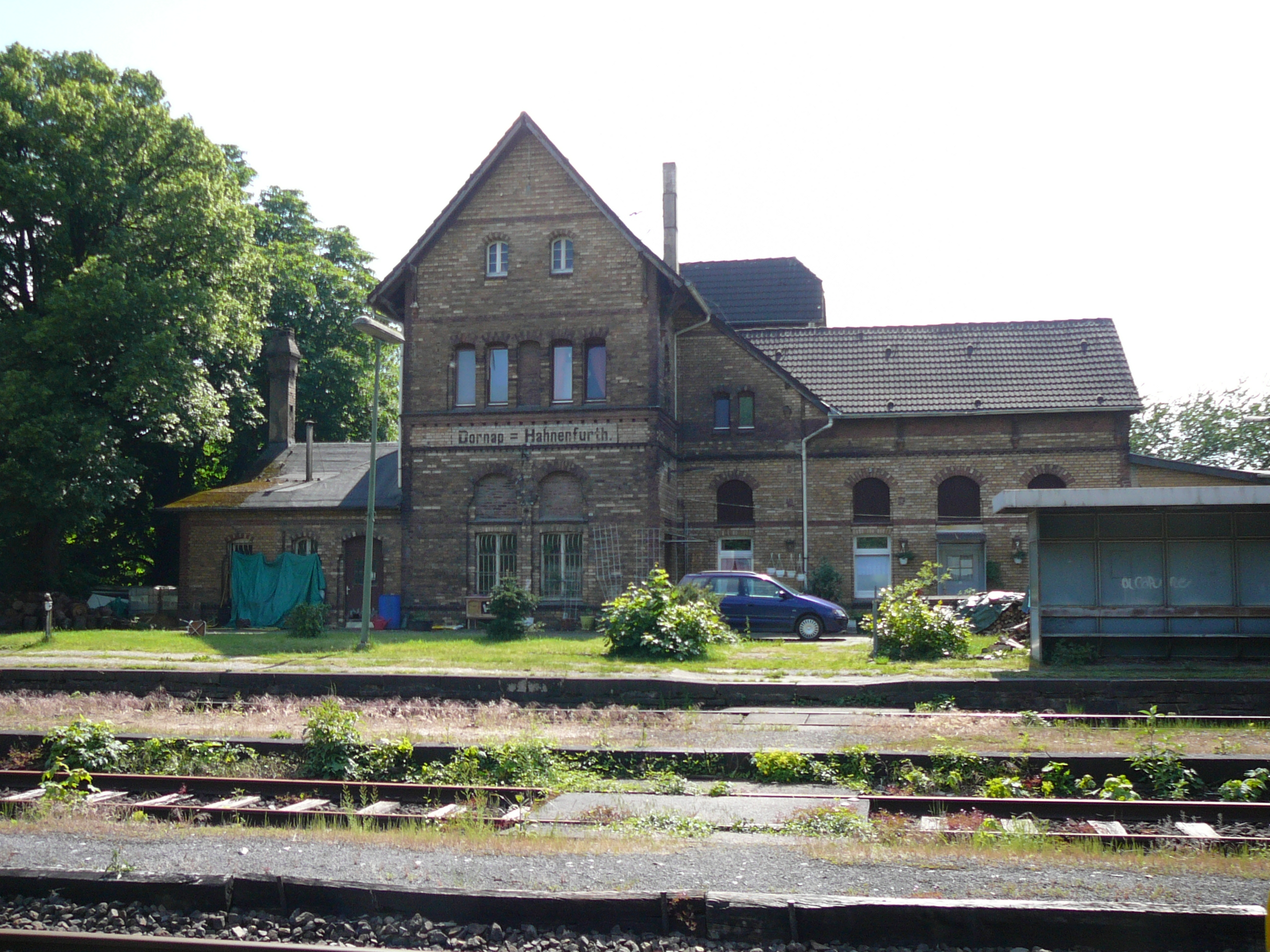
Der Bahnhof Dornap-Hahnenfurth

Die Ortschaft liegt im Wohnquartier Schöller-Dornap an der Bundesstraße 7 nordöstlich von Schöller unmittelbar an der Stadtgrenze zu Mettmann. In Hahnenfurth zweigt die Kreisstraße 17 nach Schöller von der Bundesstraße 7 ab.
Hahnenfurth bildet heute mit dem Wohnplatz Am Höfchen einen geschlossenen Siedlungsbereich. Weitere benachbarte Orte sind Niederfurth, Gerhardtsfurth, Heresbach, Heistersfeld und Schöller. Im Ort mündet der Grenzbach in die Düssel. Der Name Hahnenfurth leitet sich von einer Furt ab, die im Ort zur Querung der Düssel genutzt wurde. Der Ort ist von umfangreichen Anlagen, Abraumhalden und Steinbrüchen des Rheinkalk-Werks Dornap sowie des Steinbruchs Oetelshofen umgeben.
Ein Teilabschnitt der Bahnstrecke Düsseldorf-Derendorf–Dortmund Süd (so genannte „Wuppertaler Nordbahn“ der Rheinischen Eisenbahn-Gesellschaft) führt durch den Ort. Hahnenfurth besaß einen Bahnhof Dornap-Hahnenfurth an dieser Bahnstrecke, deren hoher Bahndamm von der Bundesstraße 7 mittels eines langen Tunnels unterquert wird. Am 13. Dezember 2020 wurde der Haltepunkt Wuppertal-Hahnenfurth/Düssel eröffnet. Von der Bahnstrecke zweigen heute die umfangreichen Gütergleise der Kalkverladung im Kalkwerk ab.

## Geschichte
Hahnenfurth ist als o. Furth als eine Ansammlung mehrerer bergischer Höfe auf der Topographia Ducatus Montani des Erich Philipp Ploennies aus dem Jahre 1715 verzeichnet. Auf der Topographischen Aufnahme der Rheinlande von 1824 ist der Ort als Furth und auf der Preußischen Uraufnahme von 1843 als Hahnenfurth beschriftet eingezeichnet. Im 19. Jahrhundert war Am Höfchen ein Wohnplatz in der Landgemeinde Schöller der Bürgermeisterei Haan (ab 1894 Bürgermeisterei Gruiten) die aus der bergischen Herrschaft Schöller hervorging.
1879 wurde die Bahnstrecke durch den Ort eröffnet. 1815 lebten im Umfeld von Hahnenfurth 85 Menschen. Laut der Statistik und Topographie des Regierungsbezirks Düsseldorf wurde der Ort als Hof kategorisiert und In der Furth genannt. Zu dieser Zeit besaß der Ortsbereich Hahnenfurth, Am Höfchen und Niederfurth elf Wohnhäuser und fünf landwirtschaftliche Gebäude. Es lebten 115 Einwohner im Ort, 23 katholischen und 87 evangelischen Glaubens. 1888 besaß der Ort laut dem Gemeindelexikon für die Provinz Rheinland zwei Wohnhäuser mit 14 Einwohnern.
Mit der Gebietsreform von 1975 wurde die Gemeinde Schöller von dem Amt Gruiten im Kreis Düsseldorf-Mettmann abgespaltet und als Wohnquartier Schöller-Dornap nach Wuppertal eingemeindet.

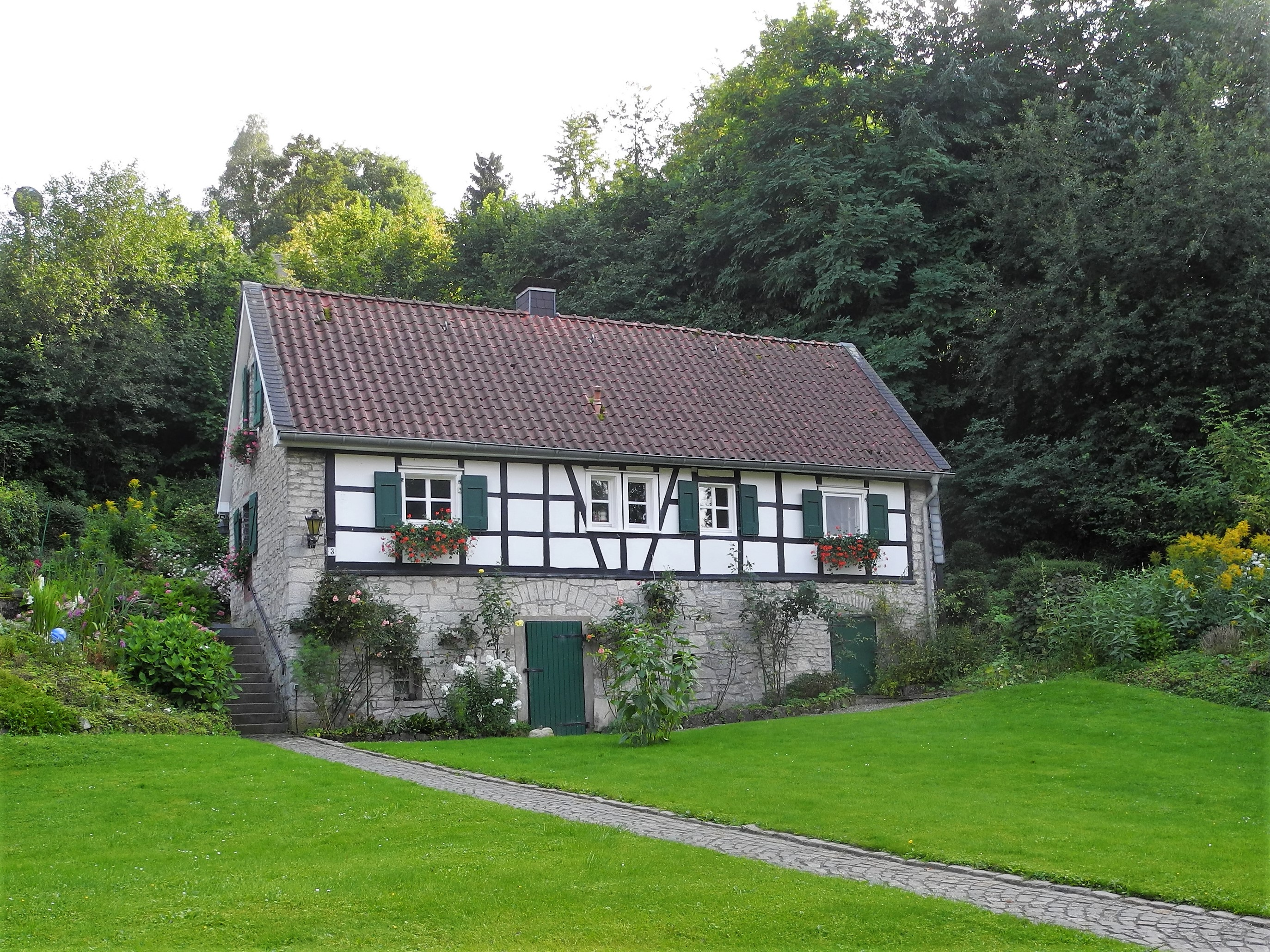
Hahnenfurth 3
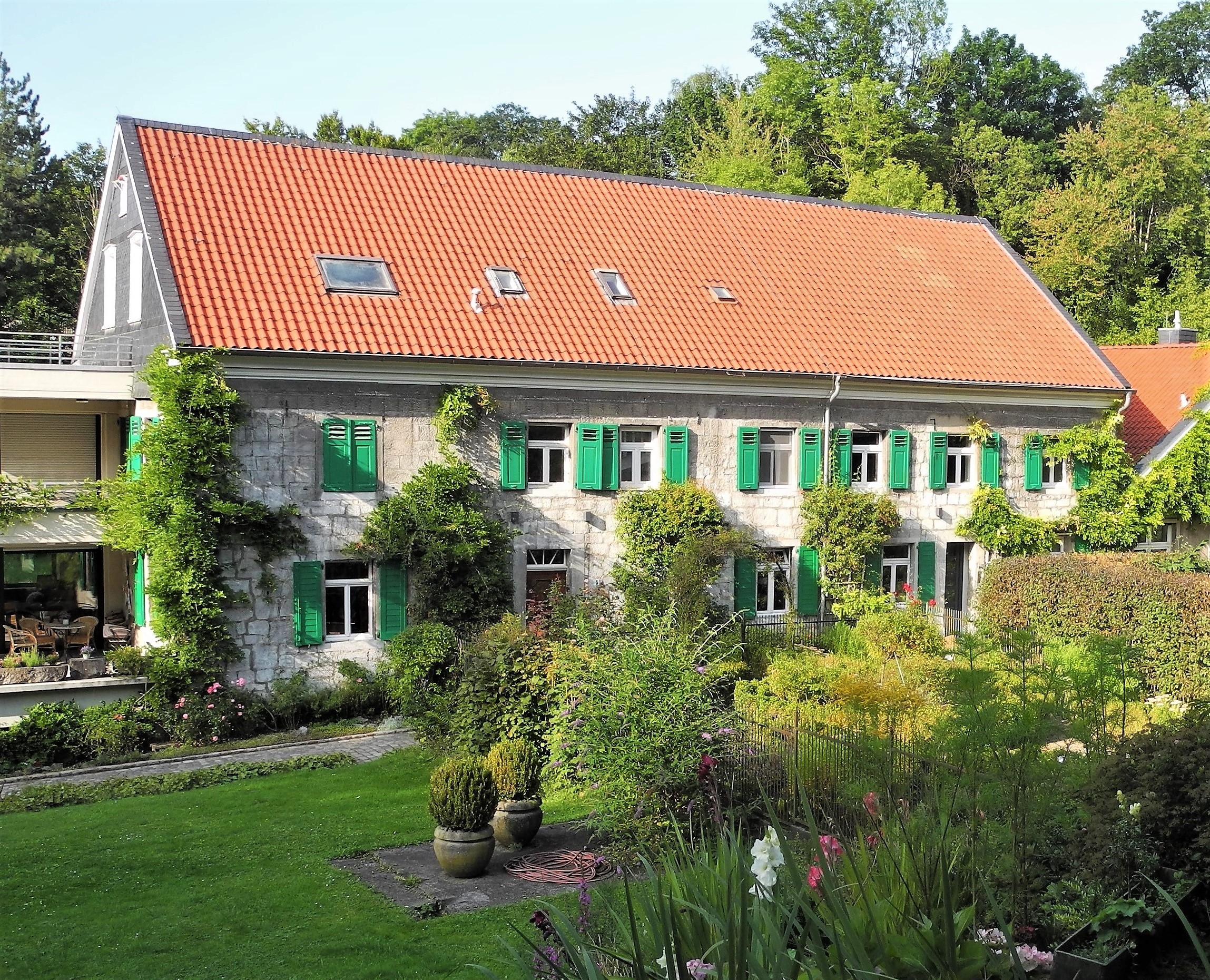
Hahnenfurth 5 – Verwaltungssitz Kalkwerke H. Oetelshofen
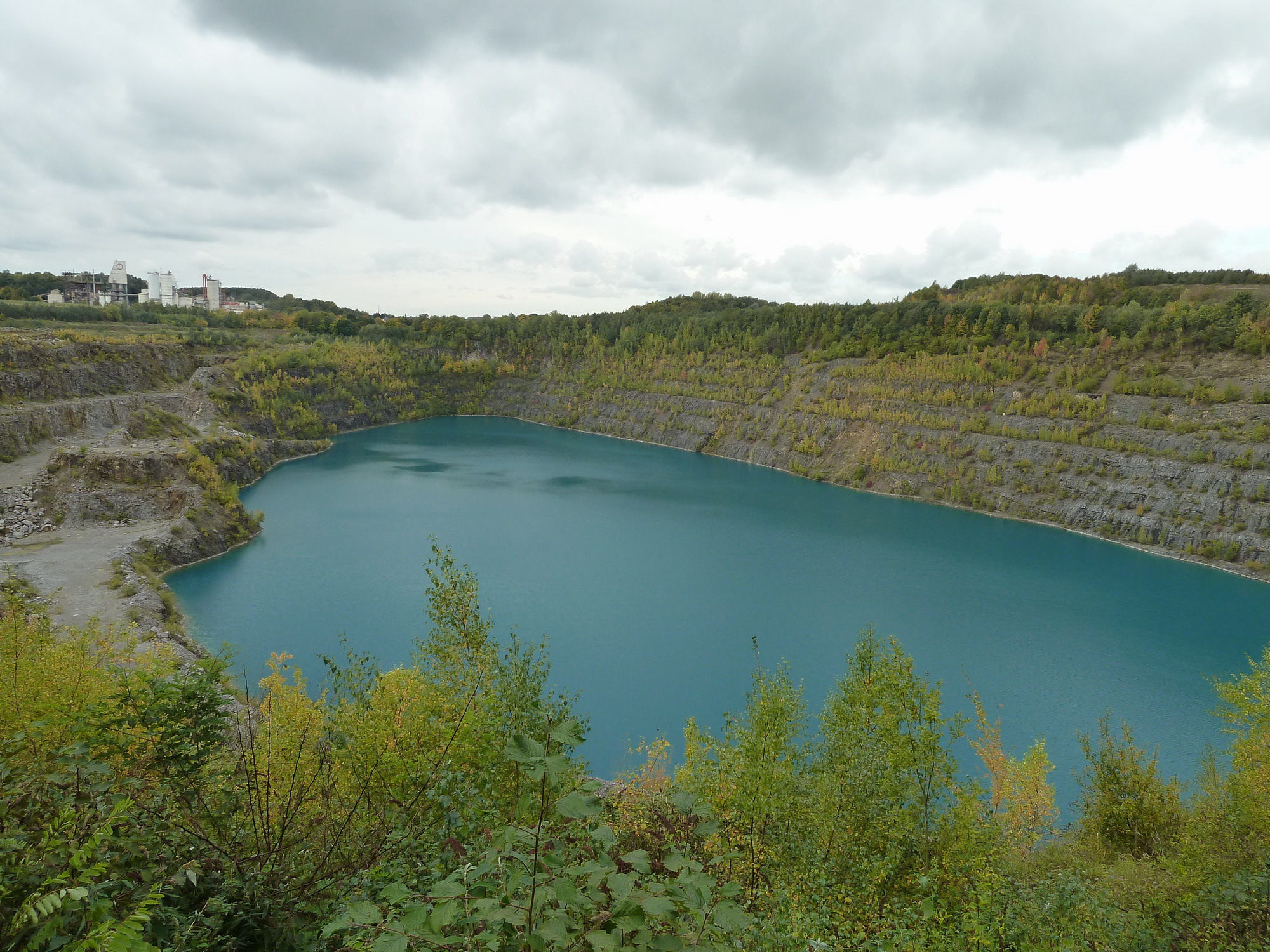
Kalk-Grube Hahnenfurth
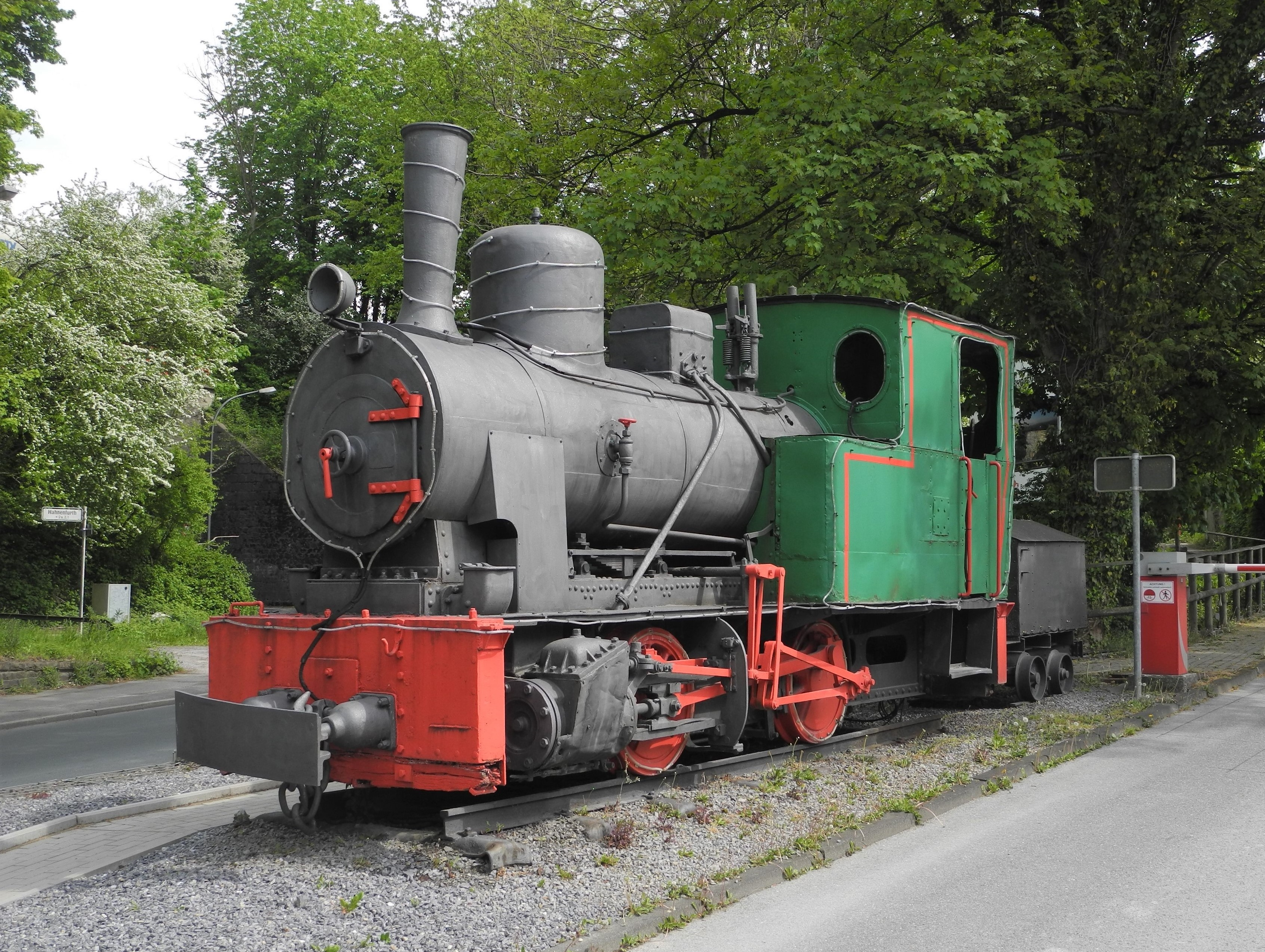
Schmalspur-Dampflok Kalkwerke Oetelshofen
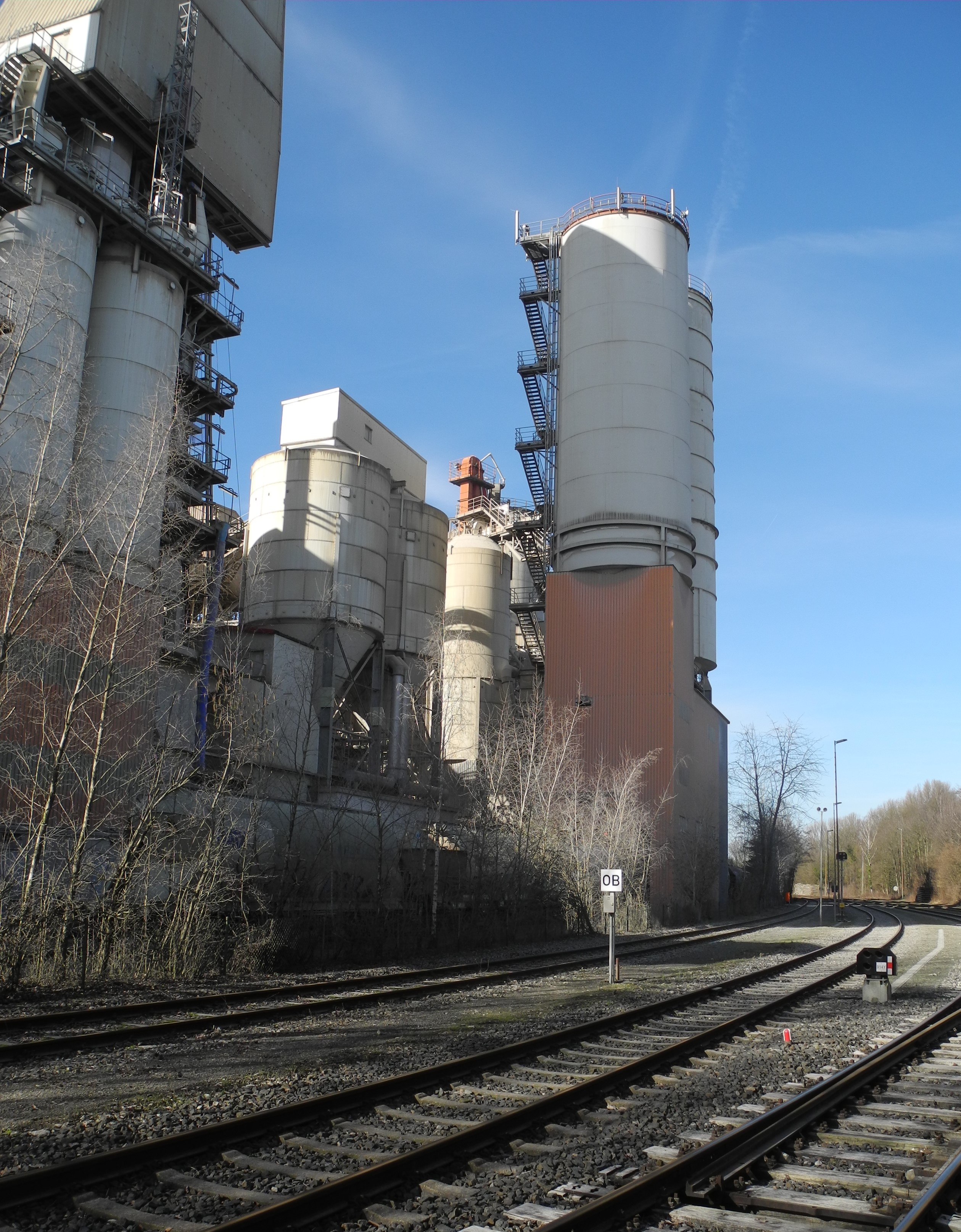
Kalkwerke Oetelshofen
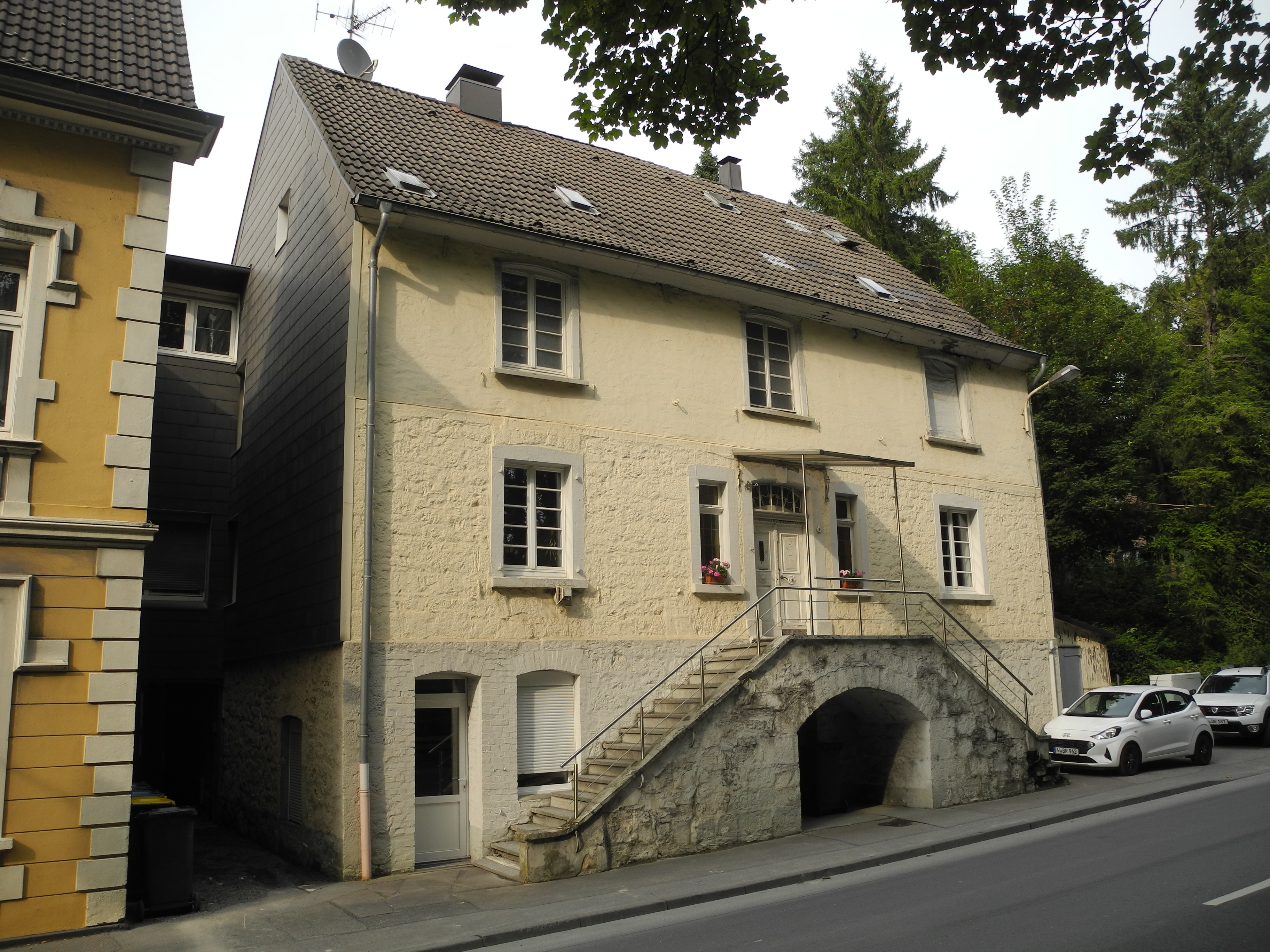
Baudenkmal Hahnenfurth 6 (1790)
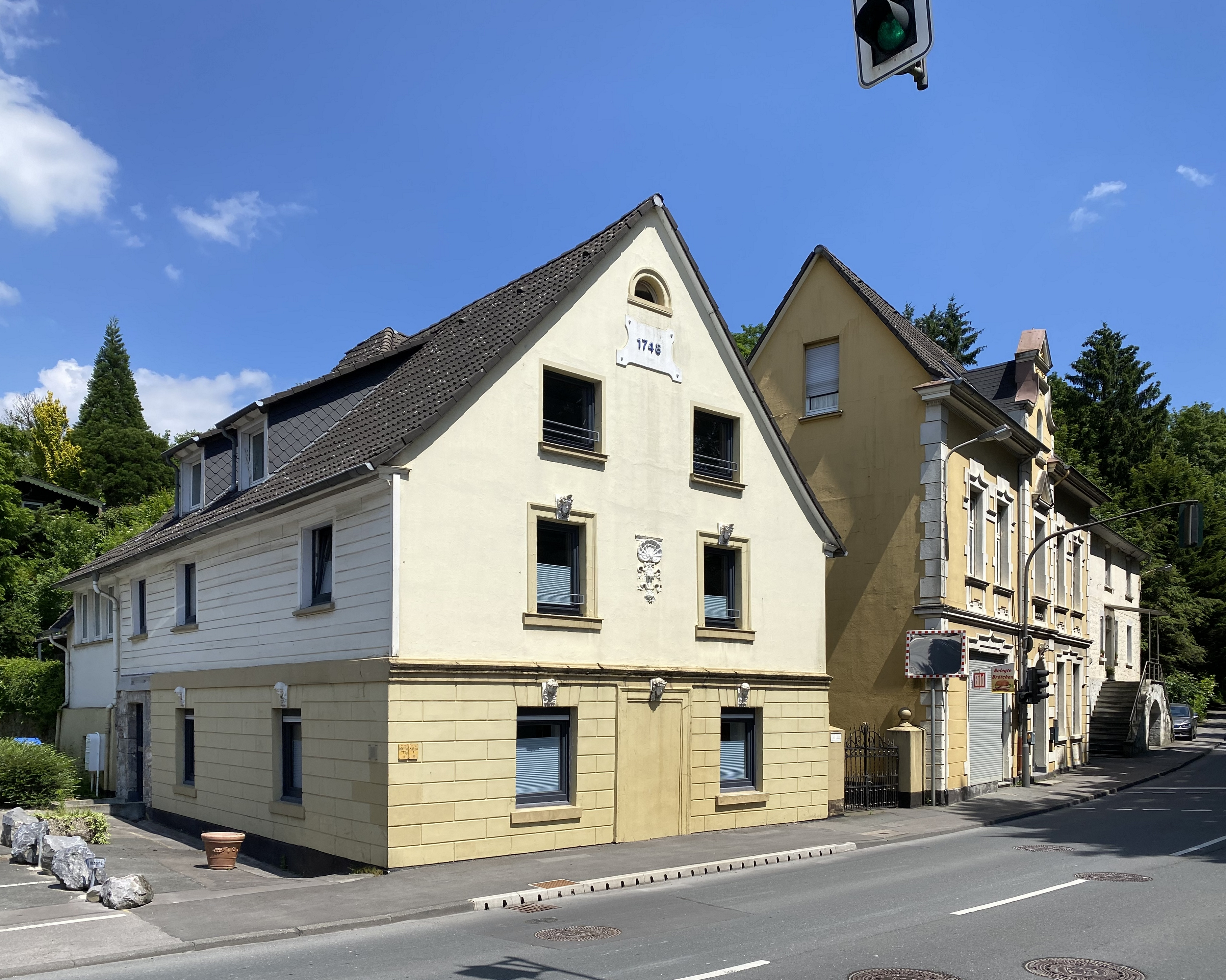
Hahnenfurh 10 (1748) – Hahnenfurth 9 (rechts)
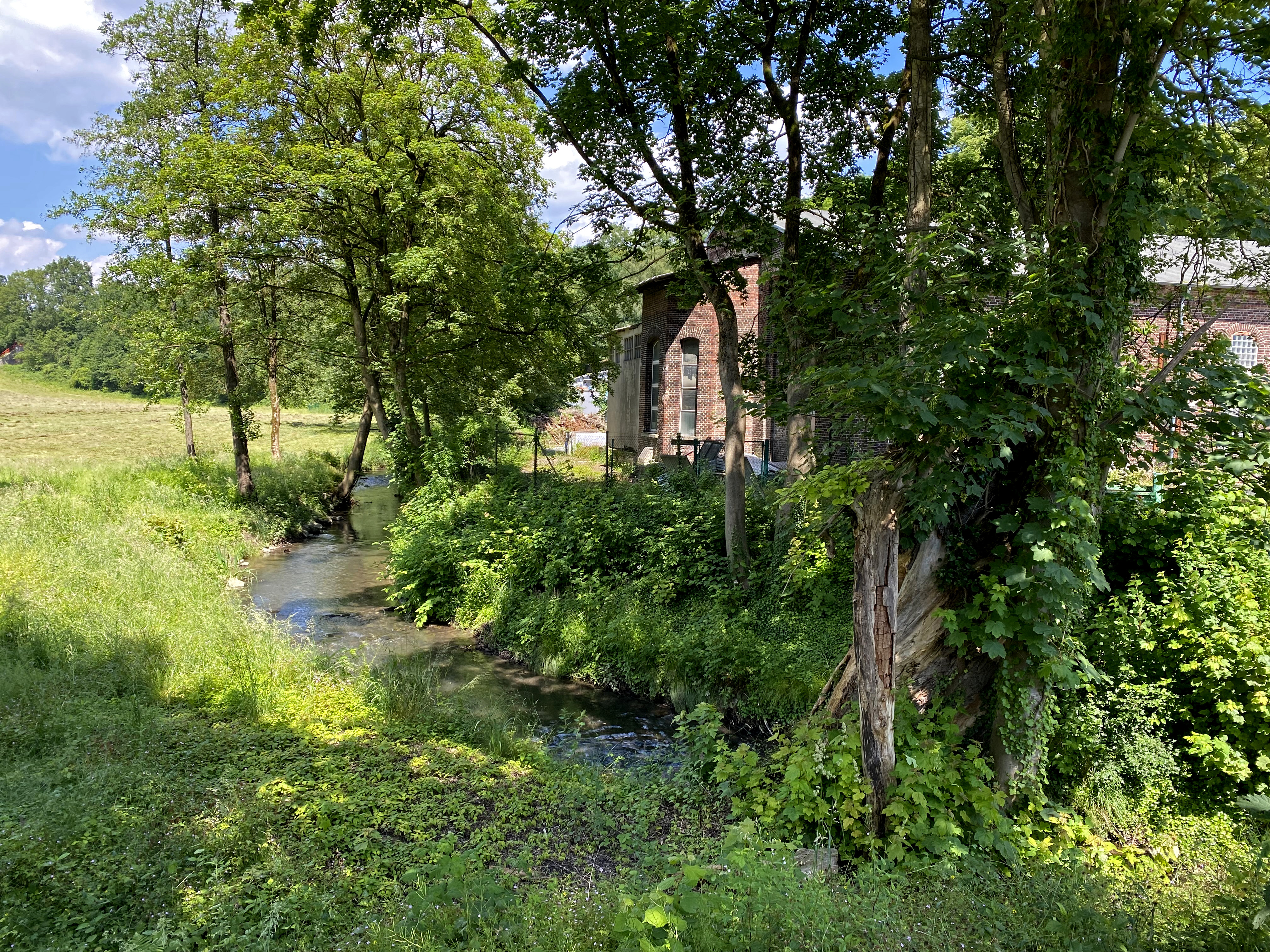
Die Düssel bei Hahnenfurth